# Traumatisme contús
El traumatisme contús o traumatisme no penetrant, és un traumatisme físic o força impactant a una part del cos, que sovint es produeix. amb accidents de trànsit, cops directes, agressions, lesions durant l'esport, i particularment en persones grans que caiguda. A diferència del traumatisme penetrant que es produeix quan un objecte perfora la pell i entra en un teixit del cos, creant una ferida oberta i hematoma.
El traumatisme contús pot provocar contusions, abrasions, laceracions, hemorràgies internes, fractures òssies, així com la mort.
El traumatisme contús representa una causa important de discapacitat i mort en persones menors de 35 anys a tot el món.